# Gray Panthers
Gray Panthers ist eine amerikanische Organisation, die für die Rechte älterer Bürger eintritt. Sie wurde 1970 von Maggie Kuhn, als Antwort auf ihre erzwungene Pensionierung im Alter von 65 Jahren, gegründet.
Im August 1970 versammelte Maggie Kuhn eine Gruppe von fünf Freunden, die alle von nationalen, religiösen und sozialen Organisationen pensioniert worden waren. Dieses erste Netzwerk von Freunden traf sich, um gemeinsame Probleme von Pensionierten zu besprechen – den Verlust an Einkommen, den Verlust an sozialen Kontakten und den Verlust der in der Gesellschaft als am wichtigsten geltenden sozialen Rolle, der Arbeit, die man hatte. Sie entdeckten auch eine neue Art von Freiheit in ihrer Pensionierung – die Freiheit persönlich und leidenschaftlich über das zu sprechen, woran sie glaubten, zum Beispiel über ihre gemeinsame Opposition gegen den Vietnamkrieg.
Sie trafen sich mit College-Studenten, die gegen den Vietnamkrieg protestierten, und diese neue Gruppe, die sich Consultation of Older and Younger Adults for Social Change [Ratschlag alter und junger Erwachsener für sozialen Wandel] nannte, traf sich in Philadelphia, um ihre gemeinsamen Überzeugungen und Werte zu diskutieren. Ein Jahr später nahmen mehr als 100 Personen an dem Ratschlag teil. Der ursprüngliche Name lebt in dem Gray-Panther -Slogan "Age and Youth in Action" weiter.
Diese neue Gruppe traf sich und handelte. Ein New Yorker TV-Talkshow-Produzent erfand einen Spitznamen, um die lebhafte, geistesgegenwärtige, kontroverse und handlungsorientierte Vorgehensweise der Gruppe zu bezeichnen. Der Name blieb haften und wurde rasch von den Medien übernommen, insbesondere nach Maggie Kuhns „improvisierter“ Rede 1972. Maggie Kuhn war in letzter Minute gefragt worden, einen Redner zu ersetzen, der vor der 184. Generalversammlung der United Presbyterian Church in Denver sprechen sollte. Dank dieser Rede wurden die Gray Panthers zu einer landesweit vertretenen Organisation. Vom ganzen Land erreichten die Zentrale der neuen Organisation in Philadelphia Anrufe.
1985 eröffneten die Gray Panthers ihr erstes public policy office in Washington, D.C., und 1990 wurden die meisten zentralen Funktionen dort zusammengefasst.